# Titanomaghemit
Das Mineral Titanomaghemit ist ein häufig vorkommendes Oxid aus der Spinell-Supergruppe mit der Endgliedzusammensetzung (Ti0,5◻0,5)Fe3+2O4. Es kristallisiert im kubischen Kristallsystem und tritt in Form bläulich schwarzer, oktaedrischer Kristalle auf.
Das Mineral bildet sich vorwiegend bei der Verwitterung basischer und ultrabasischer Gesteine durch die Oxidation von titanhaltigen Magnetit. Die Typlokalität liegt bei Pretoria am Rand des Bushveld-Komplexes in der Republik Südafrika.

## Etymologie und Geschichte
Die erste Beschreibung von ferromagnetischen, ferrischen Eisenoxid (Fe2O3) stammt von J. Robbins im Jahr 1859. Er erhielt die Verbindung durch Erhitzen von Magnetit. Hierbei oxidierte der Magnetit (Fe2+Fe3+2O4) zu Fe2O3. Viele Jahre war dieses Eisenoxid nur synthetisch bekannt, bis 1916 L. C. Graton and B. S. Butler ein schokoladenbraunes Pulver magnetischen, ferrischen Eisenoxids vom Iron Mountain im Shasta County in Kalifornien dem Geophysical Laboratory der Carnegie Institution of Washington zur Analyse überließen. Roprert B. Sosman and E. Posjnak publizierten ihre Analysen zusammen mit vergleichenden Analysen verschiedener natürlicher und synthetischer Eisenoxide im Jahr 1925. In einer Antwort auf eine spätere Publikation, die die Ergebnisse von Sosman bestätigte, beschrieb Percy S. Wagner aus Johannisburg 1927 ein großes Vorkommen von titanreichen Magnetit und magnetischen Fe2O3 im oberen Teil der Noritzone einer geschichteten, ultrabasischen Intrusion des Bushveld-Komplexes. Da das neue Mineral die Struktur von Magnetit und die Zusammensetzung und viele Eigenschaften von Hämatit aufweist, schlug er den Namen Maghemit vor. Mit diesem Namen und dieser Typlokalität wurde Maghemit als Mineral anerkannt.
Im Jahr 1953 publizierte Emile Z. Basta seine Promotion zu Eisen-Titan-Oxiden, in der er auch die Titangehalte von Maghemiten aus Südafrika dokumentierte. Für diese Maghemite führte er analog zu Titanomagnetit den Namen Titanomaghemit ein.
Die International Mineralogical Association (IMA) führte den Titanomaghemit mit der Formel Fe(Fe,Ti)2O4 lange als „fragwürdiges“ Mineral. In den Jahren 1988 und 1989 wurden ausführliche Beschreibungen von zwei natürlichen Titanomaghemiten publiziert. Als 30 Jahre später eine Arbeitsgruppe um Ferdinando Bosi die Spinell-Supergruppe neu definierte, wurde unter anderem auch der Titanomaghemit basierend auf der Beschreibung von 1988 neu definiert mit der Endgliedzusammensetzung (Ti0,5◻0,5)Fe3+2O4.

## Klassifikation
Die strukturelle Klassifikation der International Mineralogical Association (IMA) zählt den Titanomaghemit zur Spinell-Supergruppe, wo er zusammen mit Chromit, Cochromit, Coulsonit, Cuprospinell, Dellagiustait, Deltalumit, Franklinit, Gahnit, Galaxit, Guit, Hausmannit, Hercynit, Hetaerolith, Jakobsit, Maghemit, Magnesiochromit, Magnesiocoulsonit, Magnesioferrit, Magnetit, Manganochromit, Spinell, Thermaerogenit, Trevorit, Vuorelainenit und Zincochromit die Spinell-Untergruppe innerhalb der Oxispinelle bildet. Ebenfalls in diese Gruppe gehören die nach 2018 beschriebenen Oxispinelle Chihmingit und Chukochenit sowie der Nichromit, dessen Name von der CNMNC der IMA noch nicht anerkannt worden ist.
In der veralteten 8. Auflage der Mineralsystematik nach Strunz gehörte der Titanomaghemit zur Klasse der „Oxide und Hydroxide“ und dort zur Abteilung der „[Verbindungen mit] M2O3- und verwandte Verbindungen“, wo er zusammen mit Nigerit (Mineralgruppe) und Maghemit die „γ-Korund-Reihe“ mit der System-Nr. IV/C.04c innerhalb der „Korund-Ilmenit-Gruppe“ (IV/C.04) bildete.
Im zuletzt 2018 überarbeiteten und aktualisierten Lapis-Mineralienverzeichnis nach Stefan Weiß, das sich aus Rücksicht auf private Sammler und institutionelle Sammlungen noch nach dieser alten Form der Systematik von Karl Hugo Strunz richtet, ist der zwischenzeitlich als „fragwürdig“ eingestufte Titanomaghemit nicht mehr verzeichnet.
Die seit 2001 gültige und von der International Mineralogical Association (IMA) zuletzt 2009 aktualisierte 9. Auflage der Strunz’schen Mineralsystematik ordnet den Titanomaghemit dagegen in die Abteilung der „Oxide mit Metall : Sauerstoff = 3 : 4 und vergleichbare“ ein. Diese ist weiter unterteilt nach der relativen Größe der beteiligten Kationen, so dass das Mineral entsprechend seiner Zusammensetzung in der Unterabteilung „Mit ausschließlich mittelgroßen Kationen“ zu finden ist, wo es zusammen mit Maghemit die „Maghemitgruppe“ mit der System-Nr. 4.BB.15 bildet.
Auch die vorwiegend im englischen Sprachraum gebräuchliche Systematik der Minerale nach Dana führt den Titanomaghemit nicht auf.
Die von der Mineraldatenbank „Mindat.org“ weitergeführte Strunz-Klassifikation, die sich im Aufbau nach der 9. Auflage der Strunz’schen Mineralsystematik richtet, ordnet den Titanomaghemit in die Klasse der „Oxide und Hydroxide“ und dort in die Abteilung „Metall : Sauerstoff = 3 : 4 und vergleichbare“ (englisch Metal : Oxygen = 3 : 4 and similar) ein. Diese ist weiter unterteilt nach der relativen Größe der beteiligten Kationen und Titanomaghemit ist entsprechend seiner Zusammensetzung in die Unterabteilung „Mit ausschließlich mittelgroßen Kationen“ (englisch With only medium-sized cations) mit der Systemnummer 4.BB.15 eingeordnet worden (vergleiche dazu die gleichnamige Unterabteilung in der Klassifikation nach Strunz (9. Auflage)).

## Chemismus
Titanomaghemit hat die Endgliedzusammensetzung (Ti0,5◻0,5)Fe3+2O4. Für den Titanomaghemit aus der Typlokalität wird folgende empirische Zusammensetzung angegeben:
- Fe3+0,96◻0,04[Fe2+0,23Fe3+0,99Ti0,42◻0,37]O4[6]

Ein vollständig oxidierter Titanomaghemit aus Verwitterungskrusten eines Basalts aus Brasilien hat die Zusammensetzung
- [Fe0,77Ti0,22Zn0,01]{Fe1,19Ti0,26Mn0,02Al0,02◻0,49}O4,[4]

worin über 90 % des Eisens als Fe3+ vorliegen.
Titanomaghemit bildet Mischkristalle mit Maghemit, Ulvöspinell und Magnetit, entsprechend der Austauschreaktionen
- Ti4+0,5 + ◻0,1666 = Fe3+0,6666 (Maghemit)
- ◻0,5 + Fe3+2 = Ti4+0,5 + Fe2+2 (Ulvöspinell)
- Ti0,5 + ◻0,5 = Fe2+ (Magnetit)

## Kristallstruktur
Natürlicher Titanomaghemit kristallisiert mit kubischer Symmetrie der P432 (Nr. 207) und dem Gitterparameter a = 8,348(3) Å und 8 Formeleinheiten pro Elementarzelle mit der Struktur von Spinell.
Durch teilweise Ordnung der Kationen auf den Oktaederpositionen der Spinellstruktur ist dessen Symmetrie niedriger als die idealer Spinelle mit der Raumgruppe Fd3m (Raumgruppen-Nr. 227) Beim Titanomaghemit existieren daher zwei statt nur einer kristallographisch unterscheidbare Okatederpositionen. Für dem Titanomaghemit aus der Typlokalität wurde folgende Besetzung der Gitterpositionen bestimmt:
- [T](Fe3+7,67◻0,33)[M1][Fe2+0,26Fe3+1,11Ti4+0,47◻2,16][M2][Fe2+1,58Fe3+6,80Ti4+2,85◻0,77]O32

## Bildung und Fundorte
Titanomaghemit bildet sich bei niedrigen Temperaturen und Drucken bei der Verwitterung von Titanomagnetiten, das sind titanreiche Spinelle der Reihe Magnetit – Ulvöspinell. Hierbei wird das zweiwertige Eisen (Fe2+) oxidiert zu Fe3+, das teilweise aus der Spinellstruktur heraus diffundiert und Leerstellen (◻) hinterlässt.
- 3 Ti4+Fe2+2O4 (Ulvöspinell) + O2 (Sauerstoff) = 2 (Ti0,5◻0,5)Fe3+2O4 (Titanomaghemit) + 2 Fe2+TiO3 (Ilmenit)

Das überschüssige Titan bildet Ilmenit, der in Form von lamellenförmigen Ilmenitentmischungen in den meisten Titanomaghemiten auftritt. Im Anschluss an die Oxidation setzt eine langsame Umverteilung der Leerstellen und Eisenionen in der Sprinallstruktur ein, die zu einer weitgehenden Ordnung von Leerstellen auf eine der Oktaederposition führen.
Bei fast allen Vorkommen von Titanomaghemit handelt es sich um verwitterte basische bis ultrabasische Gesteine. Zu den bedeutendsten Vorkommen gehören die Basalte der Ozeanböden. Titanomaghemit bildet sich hier aus titanreichen Magnetit im Verlauf der Ozeanbodenmetamorphose. Titanomagnetite sind ferromagnetisch und werden bei Abkühlung dauerhaft magnetisch. Die Ausrichtung des Magnetfeldes der Magnetite richtet sich nach dem Magnetfeld der Erde zum Zeitpunkt der Abkühlung der Kristalle aus. In den Basalten der ozeanische Kruste nimmt diese Magnetisierung mit zunehmendem Alter bei zunehmender Entfernung vom Mittelozeanischen Rücken, an dem die ozeanische Kruste auseinander driftet und neue Kruste gebildet wird, ab. Diese Abnahme der Magnetisierung wird auf die Umwandlung von Titanomagnetit in Titanomaghemit und die damit einhergehende Änderung der Besetzung der tetraedrischen und oktaedrischen Positionen in der Spinellstruktur zurückgeführt. In Extremfällen kann dieser Prozess zu einer Umkehrung der Richtung des Magnetischen Feldes der Titanomaghemit-Kristalle führen.
Die Typlokalität von Titanomaghemit ist eine geschichtete, ultrabasiche Intrusion des Bushveld-Komplexes bei Pretoria in der Republik Südafrika. Titanomaghemit tritt hier zusammen mit Ilmenit in Eisen-Titan-Oxid-Lagen in der oberen Norit-Zone des Lopolith auf.
Magnetische Minerale, häufig Maghemit oder Titanomaghemit sind verbreitet in tropischen Böden z. B. aus Brasilien. Ein gut untersuchtes Vorkommen von nahezu vollständig oxidierten Titanomaghemit ist eine verwitterter, doleritische Intrusion in alten, präkambrischen Gesteinen in Minas Gerais in Brasilien.
Eine bekannte Fundstelle in Deutschland ist der Michelsberg Steinbruch am Katzenbuckel im Neckar-Odenwald-Kreis in Baden-Württemberg.
Auch auf dem Mars konnten in dessen Böden sehr feinkörnige, magnetische Partikel nachgewiesen werden, bei denen es sich wahrscheinlich um Titanomaghemit handelt.